# برونیسلاوا واچ
برونیسلاوا واچ معروف به پاپوشا (انگلیسی: Bronisława Wajs; ۱۷ اوت ۱۹۰۸ – ۸ فوریهٔ ۱۹۸۷) شاعر، و نویسنده  اهل لهستان بود.